# Uppsala Basket
Maillots
L'Uppsala Basket est un club suédois de basket-ball, basé dans la ville d'Uppsala, en Suède. Le club évolue en Basketligan, soit le plus haut niveau du championnat de Suède de basket-ball.

## Joueurs célèbres ou marquants
- Marcus Eriksson